# Ben Maddow
Pour les articles homonymes, voir Maddow.
Ben Maddow est un scénariste, producteur, réalisateur et monteur américain né le 7 août 1909 à Passaic (New Jersey) (États-Unis), mort le 9 octobre 1992 à Los Angeles (Californie).
Il fit partie de la liste noire de Hollywood durant les années 1950, l'obligeant à travailler clandestinement sur plusieurs films, dont notamment  Cote 465.

## Filmographie

### comme Scénariste
- 1937 : Cœur d'Espagne (Heart of Spain)
- 1942 : Native Land
- 1947 : Traquée (Framed)
- 1948 : La Peine du talion (The Man from Colorado)
- 1948 : Les Amants traqués (Kiss the Blood Off My Hands)
- 1949 : L'Intrus (Intruder in the Dust)
- 1950 : Quand la ville dort (The Asphalt Jungle)
- 1952 : Shadow in the Sky (en) de Fred M. Wilcox
- 1953 : L'Équipée sauvage (The Wild One)
- 1954 : Johnny Guitare (Johnny Guitar)
- 1954 : Quand la Marabunta gronde (The Naked Jungle)
- 1957 : Cote 465 (Men in War)
- 1958 : Le Petit Arpent du bon Dieu (God's Little Acre)
- 1958 : Meurtre sous contrat (Murder by Contract)
- 1960 : Le Vent de la plaine (The Unforgiven)
- 1960 : The Savage Eye (en)
- 1961 : Anna et les Maoris (Two Loves)
- 1963 : The Balcony de Joseph Strick (+ producteur)
- 1963 : An Affair of the Skin (en)
- 1967 : La Route de l'Ouest (The Way West) d'Andrew V. McLaglen
- 1969 : L'Homme le plus dangereux du monde (The Chairman)
- 1969 : Le Secret de Santa Vittoria (The Secret of Santa Vittoria)
- 1971 : Satan, mon amour (The Mephisto Waltz)
- 1972 : Man on a String (TV)
- 1987 : Slow Fires: On the Preservation of the Human Record (TV)

### comme producteur
- 1960 : The Savage Eye (en) (+ réalisateur et monteur)
- 1963 : The Balcony de Joseph Strick
- 1963 : An Affair of the Skin (en) (+ réalisateur)

## Récompense
- Prix Edgar-Allan-Poe du meilleur scénario, en 1950 pour Quand la ville dort.